# NGC 45
NGC 45 es una galaxia espiral que se encuentra a unos 14 millones de años luz de distancia en la constelación de Cetus. Su brillo superficial (14,8 mag/arcsec2) es una de las más bajas entre las galaxias más conocidas.
Al estar visualmente cerca de otras galaxias miembros del Grupo Sculptor, se pensó que pudiera formar parte de él. Sin embargo, su velocidad relativa muy diferente a la del resto del grupo, parece indicar que no forma parte del mismo sino que se encuentra detrás de él. Por otra parte, un estudio llevado a cabo en 52 cúmulos estelares de NGC 45 ha puesto de manifiesto que la formación estelar en la galaxia ha sido continua y uniforme a lo largo del tiempo.
Fue descubierta en 1835 por el astrónomo John Herschel.